# 산타카타리나 연방대학교
산타카타리나 대학교(포르투갈어: Universidade Federal de Santa Catarina, 약어 UFSC)는 브라질 남부 산타카타리나주의 주도 플로리아노폴리스에 위치한 공립 대학교로, 브라질과 라틴 아메리카의 최대의 대학 중의 하나이다. 약 34,000명의 등록된 학생이 있다.